# Trung sĩ
Trung sĩ (viết tắt là Sgt. trong tiếng Anh và viết hoa khi dùng làm chức danh của một người được nêu tên) là một cấp bậc được các lực lượng vũ trang của nhiều quốc gia sử dụng. Đây cũng là cấp bậc cảnh sát trong một số cơ quan cảnh sát. Cách viết khác, trung sĩ, được sử dụng trong The Rifles (Anh) và các đơn vị khác lấy di sản từ lực lượng bộ binh hạng nhẹ của Anh. Nguồn gốc của nó là tiếng Latin serviens, 'người phục vụ', thông qua thuật ngữ trung sĩ trong tiếng Pháp. 
Thuật ngữ trung sĩ dùng để chỉ một hạ sĩ quan được xếp trên cấp bậc hạ sĩ, và một sĩ quan cảnh sát ngay dưới cấp trung úy ở Hoa Kỳ và dưới một thanh tra ở Anh. Trong hầu hết các quân đội, cấp bậc trung sĩ tương ứng với quyền chỉ huy của một tiểu đội (hoặc phân đội). Trong quân đội Khối thịnh vượng chung, nó là cấp bậc cao hơn, gần tương đương với cấp phó trung đội. Trong Quân đội Hoa Kỳ, trung sĩ là cấp bậc thấp hơn tương ứng với một tiểu đội trưởng (12 người) hoặc trung đội (36 người). 
Ở nhiều quốc gia và quân chủng, cấp hiệu cho một trung sĩ thường có ba chữ v. 

## Ở Việt Nam
Quân hàm Trung Sĩ là quân hàm bậc trung trong hệ quân hàm đối với Hạ sĩ Quan (Hạ sĩ -> Trung sĩ -> Thượng sĩ). Các công dân sau khi tốt Nghiệp các Lớp Đào tạo bậc Trung Cấp của Lực lượng Vũ trang Nhân dân sẽ được nhận Quân hàm Trung sĩ. Quân hàm có dạng 2 vạch thẳng "||" màu đỏ đối với Quân đội và màu vàng đối với Công an. Tuy nhiên, công dân hoàn thành khóa Đào Tạo Trình Độ Trung Cấp của Lực lượng Vũ trang chỉ có thể nhận Quân hàm tối đa là Đại úy, nếu muốn tiếp tục thăng quân hàm phải được đào tạo thêm về chuyên môn.